# Burang (distrito)
Burang ou Purang (em tibetano: སྤུ་ཧྲེང་རྫོང་།; Wylie: spu hreng rdzong; pinyin tibetano: Purang Zong; chinês: 普兰县, pinyin: Pǔlán Xiàn; em nepali: तकलाकोट; romaniz.: Taklakot) é um distrito da prefeitura de Ngari da região autónoma do Tibete da China. Tem 12 497 km² e em 2010 tinha 9 657 habitantes (densidade: 0,8 hab./km²).

## Descrição
Faz fronteira a sul com o Nepal (distrito de Humla da zona de Karnali) e a sudoeste com a Índia (distrito de Pithoragarh, no estado de Uttarakhand). Há um posto fronteiriço com o Nepal junto á aldeia nepalesa de Hilsa. O cruzamento da fronteira com a Índia é possível no passo de Lipulekh (5 200 de altitude), junto à tríplice fronteira Tibete-Índia-Nepal. Desse passo de montanha há um trilho que vai até Dharchula.
No Tibete, o distrito limita com os distritos de Zanda (a oeste), Gar (a noroeste) e Gê'gyai (a norte), todos da prefeitura de Ngari. A leste limita com o distrito de Gamba da prefeitura de Shigatse.
No distrito situam-se dois importantes locais de peregrinação, considerados sagrados pelos hindus, budistas, jainistas e böns: o monte Kailash e o lago Manasarovar. 
A região de Burang produz bastante cevada e tradicionalmente a maior parte do comércio entre a região e as áreas a sul consistia de cevada e sal extraído nos Lagos salgados situados na parte norte do distrito. Esses produtos eram trocados por arroz e uma grande variedade de artigos de luxo. Os habitantes locais, conhecidos como burangbas' levavam esses produtos através das montanhas para o Nepal em caravanas de cabras e ovelhas durante o verão e outono. Cada cabra ou ovelha carregava dois pacotes de ceveada ou sal, que chegavam a pesar 30 kg em viagens de três semanas até ao Terai, as terras baixas do Nepal. No inverno e início da primavera é coum a região ficar completamente isolada do exterior devido aos fortes nevões.